# Elísabet Ronaldsdóttir
Elísabet Ronaldsdóttir, auch Elísabet Ronalds, (* 6. Juli 1965 in Reykjavík) ist eine isländische Filmeditorin.
Elísabet Ronaldsdóttir ist seit Ende der 1990er Jahre als Filmeditorin tätig. Sie arbeitet dabei häufiger mit den Regisseuren Baltasar Kormákur und David Leitch zusammen. 2008, 2012 und 2013 wurde sie mit dem isländischen Filmpreis Edda für den besten Schnitt ausgezeichnet. Ihr Schaffen umfasst mehr als 45 Produktionen.
2018 wurde sie in die Academy of Motion Picture Arts and Sciences berufen, die jährlich die Oscars vergibt.

## Filmografie (Auswahl)
- 1998: Dansinn
- 1999: Bye Bye Bluebird
- 2002: Die kalte See (Hafið)
- 2006: Blóðbönd
- 2006: Der Tote aus Nordermoor (Mýrin)
- 2007: Duggholufólkið
- 2008: White Night Wedding (Brúðguminn)
- 2008: Reykjavík – Rotterdam: Tödliche Lieferung (Reykjavík Rotterdam)
- 2009: Desember
- 2010: Run for Her Life (Inhale)
- 2010: Sumarlandið
- 2011: Thor – Ein hammermäßiges Abenteuer (Hetjur Valhallar: Þór)
- 2012: Contraband
- 2012: The Deep (Djúpið)
- 2014: John Wick
- 2016: A Kind of Murder
- 2017: Atomic Blonde
- 2017: Der Schwan (Svanurinn)
- 2018: Deadpool 2
- 2018: Die Frau im Eis (Vargur)
- 2019: Chaos auf der Feuerwache (Playing with Fire)
- 2019: Between Heaven and Earth
- 2021: Shang-Chi and the Legend of the Ten Rings
- 2021: Kate
- 2022: Bullet Train
- 2024: The Fall Guy
- 2025: Love Hurts – Liebe tut weh (Love Hurts)
- 2025: Nobody 2